# Darány
Darány é um município da Hungria, situado no condado de Somogy. Tem 28,1 km² de área e sua população em 2019 foi estimada em 915 habitantes.